# Родопски планински смесени гори
Родопските планински смесени гори са екорегион в Югоизточна Европа, част от биома на Умерените широколистни и смесени гори и биогеографската област Палеарктика.
Обхваща високите части на Рило-Родопския масив и Стара планина в България и малки съседни области на Сърбия, Северна Македония и Гърция.
По-ниските части са заети от смесени листопадни гори, главно от обикновен бук (Fagus sylvatica), келяв габър (Carpinus orientalis), обикновен габър (Carpinus betulus) и дъб (Quercus sp.), а по-високите са доминирани от иглолистни видове – бял бор (Pinus sylvestris), черна мура (Pinus heldreichii), бяла мура (Pinus peuce), българска ела (Abies borisii-regis), обикновена ела (Abies alba), обикновен смърч (Picea abies). Най-високите зони поддържат само храстово-ливадна растителност.